# Falcon Express Cargo Airlines
La Falcon Express Cargo Airlines era una compagnia aerea cargo avente base a Dubai, negli Emirati Arabi Uniti. Venne fondata nel 1995 ed operava per trasportare merci in tutto il Golfo Persico, principalmente per conto delle aziende FedEx Express, UPS, TNT e Aramex. Operò anche per DHL tra Bahrain e Gedda. La sua base principale è l'Aeroporto Internazionale di Dubai.
A settembre 2012 cessò tutte le operazioni di volo.

## Flotta
La flotta della Falcon Express comprendeva 2 unità di Fokker F27 Mk500 e 5 aeromobili Raytheon Beech 1900C Airliner.